# Dolichopeza albipes
Dolichopeza albipes är en tvåvingeart som först beskrevs av Strom 1768.  Dolichopeza albipes ingår i släktet Dolichopeza och familjen storharkrankar. Arten är reproducerande i Sverige. Inga underarter finns listade i Catalogue of Life.

## Bildgalleri

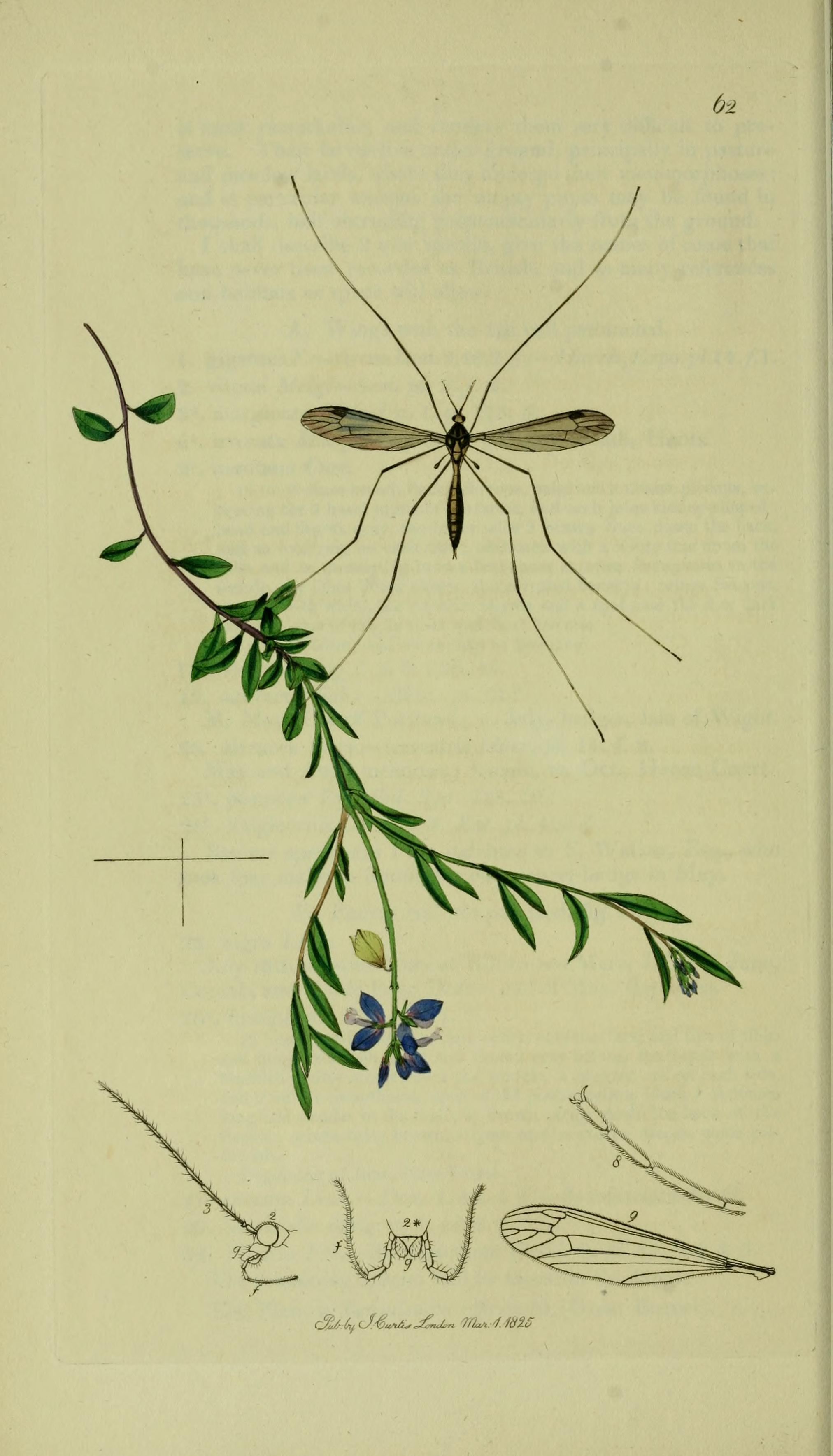